# Línea 19 (Media Distancia)
La línea 19 (Palencia - Valladolid - Salamanca) de Media Distancia es un servicio regional de ferrocarril convencional. Es una de las 16 líneas de media distancia de Castilla y León, explotada por Renfe. Su trayecto habitual circula entre Valladolid y Salamanca, aunque también hay un tren diario entre Palencia y Salamanca; con parada intermedia en la capital castellanoleonesa. Se opera con trenes Serie 594 de Renfe. Una línea con enormes quejas de usuarios por el mal estado de los trenes, los enormes retrasos, la ausencia de interventores o la escasez de plazas en comparación con la demanda de usuarios.[cita requerida]
La duración mínima del viaje entre Palencia y Salamanca es de una hora y 50 minutos.

## Líneas por donde transcurre el servicio
- Palencia-Valladolid-Salamanca. 170 km